# Норт-Зейнсвілл (Огайо)
Норт-Зейнсвілл (англ. North Zanesville) — переписна місцевість (CDP) в США, в окрузі Маскінґам штату Огайо. Населення — 3116 осіб (2020).

## Географія
Норт-Зейнсвілл розташований за координатами 39°59′10″ пн. ш. 81°59′33″ зх. д. / 39.98611° пн. ш. 81.99250° зх. д. (39.986120, -81.992490).  За даними Бюро перепису населення США в 2010 році переписна місцевість мала площу 9,21 км², з яких 9,20 км² — суходіл та 0,01 км² — водойми.

## Демографія
Згідно з переписом 2010 року, у переписній місцевості мешкало 2816 осіб у 1274 домогосподарствах у складі 847 родин. Густота населення становила 306 осіб/км².  Було 1373 помешкання (149/км²).
Расовий склад населення:
| - 95,6 % — білих - 1,3 % — чорних або афроамериканців - 1,1 % — азіатів - 0,3 % — корінних американців |

До двох чи більше рас належало 1,5 %. Частка іспаномовних становила 0,7 % від усіх жителів.
За віковим діапазоном населення розподілялося таким чином: 17,2 % — особи молодші 18 років, 58,0 % — особи у віці 18—64 років, 24,8 % — особи у віці 65 років та старші. Медіана віку мешканця становила 50,5 року. На 100 осіб жіночої статі у переписній місцевості припадало 90,5 чоловіків;  на 100 жінок у віці від 18 років та старших — 88,7 чоловіків також старших 18 років.
Середній дохід на одне домашнє господарство  становив 77 449 доларів США (медіана — 62 692), а середній дохід на одну сім'ю — 84 272 долари (медіана — 71 016). За межею бідності перебувало 8,8 % осіб, у тому числі 8,9 % дітей у віці до 18 років та 0,0 % осіб у віці 65 років та старших.
Цивільне працевлаштоване населення становило 1386 осіб. Основні галузі зайнятості: освіта, охорона здоров'я та соціальна допомога — 40,8 %, роздрібна торгівля — 15,5 %, науковці, спеціалісти, менеджери — 11,4 %, виробництво — 8,4 %.